# Jan Bezděk
Jan Bezděk (16. květen 1858, Soběslav – 9. březen 1915, Praha) byl český mykolog, botanik, pedagog a první český člen Francouzské mykologické společnosti.

## Mykologické působení
Je považován za jednoho ze zakladatelů české mykologie. Spolupracoval s Ladislavem Čelakovským a Josefem Velenovským, pořádal bezplatné mykologické přednášky, kurzy a vycházky. První honorovaný kurz vedl roku 1907 v Jílovém. Mykologům i amatérským zájemcům zdarma určoval nalezené houby.
Bezděk popsal i nový taxon, hřib rudomasý (Boletus erythrenteron Bezděk 1901). Druhy popsané tímto autorem nesou jeho jméno ve formě „Bezděk“ případně „Bzk.“
Zemřel roku 1915, pohřben byl na Olšanských hřbitovech v Praze.

## Dílo
Publikoval v časopisech (Příroda, Almanach praktického člověka), podílel se na vzniku Ottova slovníku naučného. V roce 1901 vydal publikaci Houby jedlé a jim podobné jedovaté doplněnou obrazovým atlasem, který namaloval Václav Luňáček. V tomto díle věnoval nebývalé úsilí řešení témat, ke kterým publikace starších autorů přistupovaly nejednotně (taxonomické otázky, toxicita apod.). Roku 1905 uvedl druhý díl zaměřený na zpracování a pěstování hub. Třetí díl, ve kterém plánoval předložit určovací klíč, systematiku a podrobnější popis jednotlivých druhů, už ale vydat nestihl, zůstal v podobě rukopisu.